# 栄基
栄基（えいき、1987年8月27日 - ）は、日本のキックボクサー。神奈川県出身。身長178cm、体重68kg。エイワスポーツジム所属。初代アジア太平洋キックボクシング連盟ウェルター級王者。第9代NKBウェルター級王者。

## 来歴
神奈川県立六ツ川高等学校出身。
2006年11月26日、芦川智也戦にてデビュー。
2011年2月11日、岡田清治を破りNKBウェルター級王者となる（GBRより）。